# Verteidigungsministerium Aserbaidschans

Wappen der Aserbaidschanischen Landstreitkräfte

Das Verteidigungsministerium Aserbaidschans (aserbaidschanisch Azərbaycan Respublikasının Müdafiə Nazirliyi) ist das Verteidigungsressort der Republik Aserbaidschan mit unmittelbarer Zuständigkeit für die Aserbaidschanischen Streitkräfte. Aktueller Verteidigungsminister ist Zakir Həsənov.

## Zuständigkeiten
Das Ministerium ist zuständig für den Schutz gegen äußere Bedrohungen, Wahrung der nationalen Integrität, Beteiligung an Friedensmissionen und Terrorabwehr sowie der Überwachung der Hoheitsgewässer im Kaspischen Meer und des betreffenden Luftraumes. Der Verteidigungsminister und der Befehlshaber der aserbaidschanischen Streitkräfte wird vom Präsidenten Aserbaidschans berufen bzw. ernannt.

## Verteidigungsminister Aserbaidschans
Die Verteidigungsminister der Republik Aserbaidschan (aserbaidschanisch Azərbaycan Respublikası Müdafiə naziri, Azərbaycanın müdafiə naziri) waren:
| Aserbaidschanische Demokratische Republik                     | Aserbaidschanische Demokratische Republik | Aserbaidschanische Demokratische Republik | Aserbaidschanische Demokratische Republik | Aserbaidschanische Demokratische Republik |
| #                                                             | Name                                      | Foto                                      | Amtszeit                                  | Parteizugehörigkeit                       |
| ------------------------------------------------------------- | ----------------------------------------- | ----------------------------------------- | ----------------------------------------- | ----------------------------------------- |
| 1                                                             | Xosrov bəy Sultanov                       |                                           | 27. Mai 1918 – 11. Juni 1918              | Ittihad                                   |
| 2                                                             | Fatali Khan Khoyski                       |                                           | 7. November 1918 – 25. Dezember 1918      | Keine                                     |
| 3                                                             | Səməd bəy Mehmandarov                     |                                           | 25. Dezember 1918 – 28. April 1920        | Keine                                     |
| Minister des Militärressorts der Aserbaidschanischen SSR Anm. |                                           |                                           |                                           |                                           |
| #                                                             | Name                                      | Foto                                      | Amtszeit                                  | Parteizugehörigkeit                       |
| 1                                                             | Çingiz İldırım                            |                                           | 28. April 1920 – 5. Juni 1920             | Kommunistische Partei                     |
| 2                                                             | Əliheydər Qarayev                         |                                           | 5. Juni 1920 – 20. Juni 1920              | Kommunistische Partei                     |
| Aserbaidschanische Republik                                   |                                           |                                           |                                           |                                           |
| #                                                             | Name                                      | Foto                                      | Amtszeit                                  | Parteizugehörigkeit                       |
| 1                                                             | Valeh Bərşadlı                            |                                           | 5. September 1991 – 11. Dezember 1991     | Keine                                     |
| 2                                                             | Tacəddin Mehdiyev                         |                                           | 11. Dezember 1991 – 17. Februar 1992      | Keine                                     |
| M.d.W.d.G.b.                                                  | Şahin Musayev                             |                                           | 17. Februar 1992 – 24. Februar 1992       | Keine                                     |
| 3                                                             | Tahir Əliyev                              |                                           | 24. Februar 1992 – 16. März 1992          | Keine                                     |
| 4                                                             | Rəhim Qazıyev                             |                                           | 17. März 1992 – 20. Februar 1993          | Volksfront Aserbaidschans                 |
| 5                                                             | Dadaş Rzayev                              |                                           | 20. Februar – 17. Juni 1993               | Volksfront Aserbaidschans                 |
| M.d.W.d.G.b.                                                  | Səfər Əbiyev                              |                                           | 17. Juni 1993 – August 1993               | Neues Aserbaidschan                       |
| M.d.W.d.G.b.                                                  | Vahid Musayev                             |                                           | August 1993 – 25. August 1993             | Neues Aserbaidschan                       |
| 6                                                             | Məmmədrəfi Məmmədov                       |                                           | 2. September 1993 – 6. Februar 1995       | Neues Aserbaidschan                       |
| 7                                                             | Səfər Əbiyev                              |                                           | 6. Februar 1995 – 22. Oktober 2013        | Neues Aserbaidschan                       |
| 8                                                             | Zakir Həsənov                             |                                           | seit 22. Oktober 2013                     |                                           |